# Oliniaceae
Oliniaceae is een botanische naam, voor een familie van tweezaadlobbige planten. Een familie onder deze naam wordt algemeen erkend door systemen van plantentaxonomie, en ook door het Cronquist-systeem (1981), het APG-systeem (1998) en het APG II-systeem (2003), met een plaatsing in de orde Myrtales.
Het gaat om een heel kleine familie van enkele soorten, struiken en kleine bomen, die voorkomen in Afrika (en Sint Helena).